# Coupe du monde de triathlon 2013
Navigation
Édition précédente Édition suivante
La Coupe du monde de triathlon 2013 est composée de 10 courses organisées par la Fédération internationale de triathlon (ITU). 

## Calendrier
| Date               | Ville        | Pays         |
| ------------------ | ------------ | ------------ |
| 16 et 17 mars      | Mooloolaba   | Australie    |
| 14 avril           | Ishigaki     | Japon        |
| 19 mai             | Huatulco     | Mexique      |
| 22 et 23 juin      | Edmonton     | Canada       |
| 13 et 14 juillet   | Palamos      | Espagne      |
| 10 et 11 août      | Tiszaújváros | Hongrie      |
| 28 et 29 septembre | Alicante     | Espagne      |
| 6 octobre          | Cozumel      | Mexique      |
| 12 octobre         | Tongyeong    | Corée du Sud |
| 27 octobre         | Guatapé      | Colombie     |

## Résultats

### Mooloolaba
| Position | Hommes       | Hommes     | Hommes          | Femmes         | Femmes      | Femmes          |
| Position | Nom          | Pays       | Temps           | Nom            | Pays        | Temps           |
| -------- | ------------ | ---------- | --------------- | -------------- | ----------- | --------------- |
|          | Javier Gómez | Espagne    | 1 h 54 min 32 s | Anne Haug      | Allemagne   | 2 h 04 min 31 s |
|          | Matt Chrabot | États-Unis | 1 h 54 min 53 s | Jodie Stimpson | Royaume-Uni | 2 h 04 min 53 s |
|          | Peter Kerr   | Australie  | 1 h 54 min 55 s | Emma Moffatt   | Australie   | 2 h 05 min 24 s |

### Ishigaki
| Position | Hommes      | Hommes    | Hommes          | Femmes    | Femmes | Femmes          |
| Position | Nom         | Pays      | Temps           | Nom       | Pays   | Temps           |
| -------- | ----------- | --------- | --------------- | --------- | ------ | --------------- |
|          | Ryan Fisher | Australie | 1 h 52 min 46 s | Ai Ueda   | Japon  | 2 h 05 min 47 s |
|          | Bryan Keane | Irlande   | 1 h 53 min 50 s | Yuka Sato | Japon  | 2 h 06 min 23 s |
|          | Dan Wilson  | Australie | 1 h 54 min 02 s | Juri Ide  | Japon  | 2 h 06 min 52 s |

### Huatulco
| Position | Hommes          | Hommes    | Hommes          | Femmes              | Femmes   | Femmes          |
| Position | Nom             | Pays      | Temps           | Nom                 | Pays     | Temps           |
| -------- | --------------- | --------- | --------------- | ------------------- | -------- | --------------- |
|          | Artem Parienko  | Russie    | 2 h 03 min 12 s | Pâmella Oliveira    | Brésil   | 2 h 16 min 10 s |
|          | Luciano Taccone | Argentine | 2 h 03 min 24 s | Lisa Perterer       | Autriche | 2 h 16 min 48 s |
|          | Irving Pérez    | Mexique   | 2 h 03 min 44 s | Yuliya Yelistratova | Ukraine  | 2 h 16 min 57 s |

### Edmonton
| Position | Hommes          | Hommes  | Hommes      | Femmes            | Femmes | Femmes          |
| Position | Nom             | Pays    | Temps       | Nom               | Pays   | Temps           |
| -------- | --------------- | ------- | ----------- | ----------------- | ------ | --------------- |
|          | Grégory Rouault | France  | 57 min 39 s | Amélie Kretz      | Canada | 1 h 03 min 18 s |
|          | Kyle Jones      | Canada  | 57 min 46 s | Ellen Pennock     | Canada | 1 h 03 min 29 s |
|          | Ivan Ivanov     | Ukraine | 58 min 01 s | Kirsten Sweetland | Canada | 1 h 03 min 35 s |

### Palamos
| Position | Hommes           | Hommes      | Hommes          | Femmes             | Femmes     | Femmes          |
| Position | Nom              | Pays        | Temps           | Nom                | Pays       | Temps           |
| -------- | ---------------- | ----------- | --------------- | ------------------ | ---------- | --------------- |
|          | Mark Buckingham  | Royaume-Uni | 1 h 48 min 50 s | Katie Hursey       | États-Unis | 2 h 01 min 19 s |
|          | Dmitry Polyansky | Russie      | 1 h 48 min 52 s | Annamaria Mazzetti | Italie     | 2 h 02 min 06 s |
|          | Yegor Martynenko | Ukraine     | 1 h 48 min 53 s | Tamsyn Moana-Veale | Australie  | 2 h 02 min 08 s |

### Tiszaújváros
| Position | Hommes            | Hommes  | Hommes      | Femmes       | Femmes     | Femmes          |
| Position | Nom               | Pays    | Temps       | Nom          | Pays       | Temps           |
| -------- | ----------------- | ------- | ----------- | ------------ | ---------- | --------------- |
|          | Florin Salvisberg | Suisse  | 53 min 46 s | Katie Hursey | États-Unis | 1 h 00 min 25 s |
|          | Francesc Godoy    | Espagne | 53 min 54 s | Aileen Reid  | Irlande    | 1 h 00 min 52 s |
|          | Frederic Belaubre | France  | 53 min 58 s | Sara Vilic   | Autriche   | 1 h 00 min 58 s |

### Alicante
| Position | Hommes            | Hommes      | Hommes          | Femmes         | Femmes      | Femmes          |
| Position | Nom               | Pays        | Temps           | Nom            | Pays        | Temps           |
| -------- | ----------------- | ----------- | --------------- | -------------- | ----------- | --------------- |
|          | Sven Riederer     | Suisse      | 1 h 53 min 44 s | Jodie Stimpson | Royaume-Uni | 2 h 02 min 39 s |
|          | Vicente Hernandez | Espagne     | 1 h 53 min 46 s | Alice Betto    | Italie      | 2 h 03 min 24 s |
|          | Grant Sheldon     | Royaume-Uni | 1 h 53 min 48 s | Rachel Klamer  | Pays-Bas    | 2 h 04 min 15 s |

### Cozumel
| Position | Hommes           | Hommes  | Hommes      | Femmes        | Femmes     | Femmes      |
| Position | Nom              | Pays    | Temps       | Nom           | Pays       | Temps       |
| -------- | ---------------- | ------- | ----------- | ------------- | ---------- | ----------- |
|          | Javier Gómez     | Espagne | 53 min 26 s | Nicola Spirig | Suisse     | 57 min 53 s |
|          | Aurélien Lescure | France  | 53 min 28 s | Sarah Groff   | États-Unis | 57 min 58 s |
|          | Dmitry Polyansky | Russie  | 53 min 31 s | Lisa Perterer | Autriche   | 58 min 11 s |

### Tongyeong
| Position | Hommes         | Hommes | Hommes          | Femmes                | Femmes    | Femmes          |
| Position | Nom            | Pays   | Temps           | Nom                   | Pays      | Temps           |
| -------- | -------------- | ------ | --------------- | --------------------- | --------- | --------------- |
|          | Tony Moulai    | France | 1 h 51 min 23 s | Emma Jackson          | Australie | 2 h 02 min 49 s |
|          | Igor Polyansky | Russie | 1 h 51 min 31 s | Vendula Frintová      | Tchéquie  | 2 h 04 min 17 s |
|          | Daniel Hofer   | Italie | 1 h 51 min 31 s | Natalie Van Coevorden | Australie | 2 h 04 min 59 s |

### Guatapé
| Position | Hommes                         | Hommes   | Hommes          | Femmes          | Femmes   | Femmes          |
| Position | Nom                            | Pays     | Temps           | Nom             | Pays     | Temps           |
| -------- | ------------------------------ | -------- | --------------- | --------------- | -------- | --------------- |
|          | Reinaldo Colucci               | Brésil   | 1 h 58 min 48 s | Ainhoa Murua    | Espagne  | 2 h 14 min 48 s |
|          | Carlos Javier Quinchara Forero | Colombie | 1 h 58 min 58 s | Mateja Šimic    | Slovénie | 2 h 15 min 13 s |
|          | Étienne Diemunsch              | France   | 1 h 59 min 13 s | Charlotte Morel | France   | 2 h 15 min 32 s |

## Par nation
| Rang | Nation      | Victoires |
| ---- | ----------- | --------- |
| 1    | Espagne     | 3         |
| 1    | Suisse      | 3         |
| 3    | Australie   | 2         |
| 3    | Brésil      | 2         |
| 3    | États-Unis  | 2         |
| 3    | France      | 2         |
| 3    | Royaume-Uni | 2         |
| 8    | Allemagne   | 1         |
| 8    | Canada      | 1         |
| 8    | Japon       | 1         |
| 8    | Russie      | 1         |